# (99946) 4134 T-1
(99946) 4134 T-1 es un asteroide perteneciente al cinturón de asteroides, descubierto el 26 de marzo de 1971 por Cornelis Johannes van Houten en conjunto a su esposa también astrónoma Ingrid van Houten-Groeneveld y el astrónomo Tom Gehrels desde el Observatorio del Monte Palomar, Estados Unidos.

## Designación y nombre
Designado provisionalmente como 4134 T-1.

## Características orbitales
4134 T-1 está situado a una distancia media del Sol de 2,450 ua, pudiendo alejarse hasta 2,881 ua y acercarse hasta 2,019 ua. Su excentricidad es 0,176 y la inclinación orbital 2,802 grados. Emplea 1401,13 días en completar una órbita alrededor del Sol.

## Características físicas
La magnitud absoluta de 4134 T-1 es 15,3.